# Liste der Monuments historiques in Choisy-la-Victoire
Die Liste der Monuments historiques in Choisy-la-Victoire führt die Monuments historiques in der französischen Gemeinde Choisy-la-Victoire auf.

## Liste der Objekte
| Bezeichnung                                                  | Beschreibung                                    | Standort                                | Kennzeichnung | Schutzstatus | Datum | Bild |
| ------------------------------------------------------------ | ----------------------------------------------- | --------------------------------------- | ------------- | ------------ | ----- | ---- |
| Kanzel                                                       | Eichenholz, erstes Viertel des 16. Jahrhunderts | in der Kirche Notre-Dame de la Nativité | PM60000531    | Classé       | 1913  |      |
| Skulptur der heiligen Katharina                              | Holz, bemalt, 16. Jahrhundert                   | in der Kirche Notre-Dame de la Nativité | PM60004743    | Inscrit      | 2005  |      |
| Grabplatte für Louis de Lannoy, seine Frau und seine Tochter | Kalkstein, Ende des 16. Jahrhunderts            | in der Kirche Notre-Dame de la Nativité | PM60000532    | Classé       | 1913  |      |
| Grabplatte für Jonas de Lannoy und Marguerite Budin          | Kalkstein, erstes Viertel des 17. Jahrhunderts  | in der Kirche Notre-Dame de la Nativité | PM60000533    | Classé       | 1913  |      |